# Імені Оразали-батира
імені Оразали́-бати́ра (каз. Оразалы батыр а.а.) — село у складі Шуського району Жамбильської області Казахстану. Входить до складу Аксуського сільського округу.
Населення — 996 осіб (2021; 419 у 2009, 1145 у 1999, 1087 у 1989).